# سكاتمان كروذرس
سكاتمان كروذرس (23 مايو 1910 - 22 نوفمبر 1986) (بالإنجليزية: Scatman Crothers)‏ كان موسيقار وممثل أمريكي.

## أدواره في الرسوم المتحركة
- المتحولون - جاز
- هونغ كونغ فوي - هونغ كونغ فوي

## أدواره في السينما الأمريكية
- المتحولون: الفيلم - جاز
- ذا شهينج - ديك هالوران

## مواقع خارجية
- سكاتمان كروذرس على موقع IMDb (الإنجليزية)
- سكاتمان كروذرس على موقع ألو سيني (الفرنسية)
- سكاتمان كروذرس على موقع ميوزك برينز (الإنجليزية)
- سكاتمان كروذرس على موقع أول موفي (الإنجليزية)
- سكاتمان كروذرس على موقع قاعدة بيانات الأفلام السويدية (السويدية)
- سكاتمان كروذرس على موقع إن إن دي بي (الإنجليزية)
- سكاتمان كروذرس على موقع ديسكوغز (الإنجليزية)
- سكاتمان كروذرس على موقع قاعدة بيانات الفيلم (الإنجليزية)
- سكاتمان كروذرس على موقع كينوبويسك (الروسية)